# Josh Childress
Joshua Malik Childress (* 20. Juni 1983 in Harbor City, Kalifornien) ist ein ehemaliger US-amerikanischer Basketballspieler, der zuletzt bei den Brooklyn Nets unter Vertrag stand.

## Karriere
Childress, der in seiner Jugend nicht nur Basketball-, sondern auch begeisterter Volleyballspieler war, begann seine Basketballlaufbahn an der Mayfar High School in Lakewood, Kalifornien, wo er unter anderem zum McDonald’s All-American Game eingeladen wurde. Nach seiner High-School-Zeit wechselte er an die renommierte Stanford-Universität, wo er bis 2004 aktiv war und sich anschließend zum NBA Draft anmeldete. Dort wurde er an sechster Stelle von den Atlanta Hawks ausgewählt, was zugleich die höchste Platzierung eines Spielers der Stanford-Universität überhaupt bedeutete. Zusammen mit Josh Smith, mit dem er gemeinsam bei den Atlanta Hawks spielte, galt Childress als eines der vielversprechendsten Talente des NBA-Drafts 2004. Bereits im Laufe der ersten Profi-Saison avancierte er zu einem Führungsspieler im Team und konnte durchschnittlich 10,1 Punkte erzielen. Außerdem erhielt er eine Berufung in das NBA All-Rookie Second Team. Auch in den nächsten Jahren konnte Childress sich stetig verbessern und war weiterhin fester Bestandteil der Hawks. Umso überraschender wurde am 23. Juli 2008 die Meldung aufgenommen, nach der Childress einen noch nie da gewesenen 3-Jahres-Vertrag beim hoch ambitionierten griechischen Erstligisten Olympiakos Piräus unterschrieben habe. Dieser Kontrakt war mit einem Nettoeinkommen von 20 Millionen US-Dollar innerhalb der Vertragslaufzeit von 3 Jahren dotiert und versprach Childress außerdem ein Haus, ein Auto und die Kosten für seinen Agenten, die allesamt von Olympiakos bezahlt wurden. Des Weiteren erhielt er noch einen Werbevertrag mit dem bekannten Sportartikelhersteller Nike. Für dieses Vertragsangebot schlug Childress sogar ein Angebot seines alten Arbeitgebers, den Atlanta Hawks, aus, das ihm innerhalb von fünf Jahren 33 Mio. US-Dollar und damit weniger als bei Olympiakos eingebracht hätte.
Auch in seinem neuen Team fand sich Childress ein und führte das Team im zweiten Jahr in das Finale der EuroLeague, das mit 86:68 allerdings deutlich gegen den FC Barcelona verloren ging. Allerdings konnte Childress den Sieg des griechischen Basketballpokals feiern. Im Finale, welches in der Basketballhalle des Elliniko Olympic Complex ausgetragen wurde, setzte sich Olympiakos mit 68-64 gegen Panathinaikos Athen durch. Childress steuerte 7 Punkte bei.
Nach zwei Jahren in Europa kehrte Childress in die NBA zurück, wo er bei den Phoenix Suns einen Kontrakt erhielt und den nach New York abgewanderten Amar'e Stoudemire ersetzen sollte. Er konnte jedoch nicht überzeugen und wurde schließlich per Amnestieklausel entlassen.
Er erhielt nach langem Warten schließlich ein Angebot der Brooklyn Nets für die Saison 2012/2013 und unterzeichnete im September 2012 einen Vertrag bei den Nets. Bei den Nets konnte Childress aber nicht wie erhofft ein fester Teil der Rotation werden und bereits im Dezember 2012 wurde sein Vertrag von Seiten der Nets wieder aufgelöst.
Childress schaffte in seiner Jugend den Sprung in das Junior-Nationalteam der USA, mit dem er 2003 unter anderem an den Pan American Games teilnahm.
Im Jahr 2004 war Childress Coverstar der Basketballsimulation ESPN NBA2K5, die vom Spielehersteller Sega für die Playstation 2 veröffentlicht wurde.

## Privates
Josh Childress wurde als Sohn des Ehepaars Dave und Terri Childress in Harbor City geboren und hat noch drei Brüder. Er ist seit 2017 mit der Volleyballspielerin Alisha Glass verheiratet.